# اهلستادت
اهلستادت (به آلمانی: Ahlstädt) یک شهر در آلمان است که در تورینگن واقع شده‌است.

## خصوصیات
اهلستادت ۲٫۳۲ کیلومترمربع مساحت دارد ۴۶۰ متر بالاتر از سطح دریا واقع شده‌است.